# Évangile selon Matthieu
L'Évangile selon Matthieu (en grec ancien : τὸ κατὰ Ματθαῖον εὐαγγέλιον / tò katà Matthaîon euangélion) est le premier des quatre évangiles canoniques que contient le Nouveau Testament. Il est aussi le tout premier livre du Nouveau Testament, alors que l'historiographie moderne le date des années 80 et le définit comme ultérieur aux Épîtres de Paul (écrites entre 50 et 65) et à l'Évangile selon Marc (vers 65-75).
L'auteur n'indique pas son nom. Le titre et donc le nom de l'auteur, Matthieu, n'ont été ajoutés que plus tard. Ce titre identifie l'auteur avec l'apôtre Matthieu, le collecteur d'impôts devenu disciple de Jésus de Nazareth. Cette attribution est remise en question par la recherche actuelle, qui estime que le texte a été composé à partir de deux sources principales : l'Évangile selon Marc et un recueil de paroles de Jésus appelé Source Q par les spécialistes.
Ce texte, qui provient des milieux judéo-chrétiens de Syrie, décrit Jésus comme le Fils de Dieu, qui accomplit les prophéties de l'Ancien Testament. L'enseignement de Jésus se déroule en cinq grands discours, dont le plus connu est le Sermon sur la montagne. Les premières communautés chrétiennes à prédominance païenne ont reçu le livre très tôt et en ont fait leur évangile principal.

## Origine et sources

### Auteur

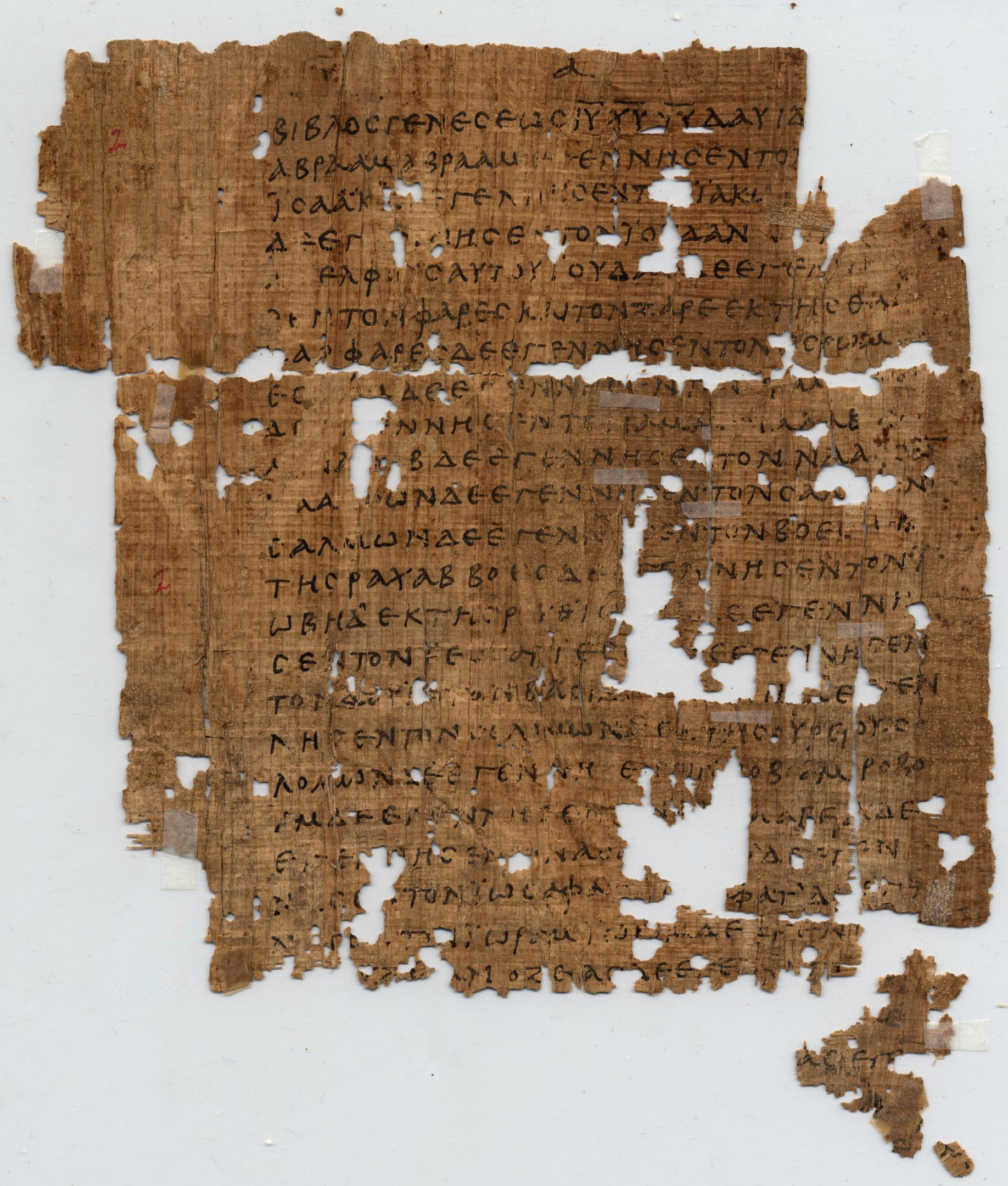
Le papyrus découvert en 1896-1897 à Oxyrhynque et datant du IIIe siècle est l'un des fragments les plus importants de l'Évangile selon Matthieu. Ce recto contient le texte de Mt 1:1–9.

On considère généralement que cet évangile est l'œuvre d'un auteur principal, avec des modifications apportées par un ou plusieurs rédacteurs ultérieurs. En tout état de cause, « la paternité de l'apôtre Matthieu n'est généralement pas retenue aujourd'hui », comme le souligne Élian Cuvillier.
Le milieu d'origine dans lequel ce texte a été produit est juif ; il « prône l'application intégrale de la Torah, à la suite du maître [Jésus] qui n'est pas venu l'abolir mais l'accomplir » (Mt 5,17). « L'auteur se considère comme un Juif détenteur de la véritable interprétation de la Torah, fidèle à la volonté divine révélée par Jésus qu'il déclare être le Messie et le Fils de Dieu ».

### Langue
Le fait que l'Évangile selon Matthieu soit rédigé en grec koinè, tout comme le reste du Nouveau Testament, n'a pas empêché une partie des exégètes de s'interroger sur l'éventuelle existence d'une version originale « sémitique », c'est-à-dire d'un texte initial écrit en hébreu ou en araméen et traduit ultérieurement en grec. Cette théorie, aujourd'hui abandonnée par la plupart des spécialistes, se fondait sur une déclaration d'Eusèbe de Césarée, au IVe siècle. Utilisant comme unique source un texte de Papias rédigé vers l'année 120, Eusèbe écrit : « Matthieu réunit donc en langue hébraïque les logia [de Jésus] et chacun les interpréta comme il en était capable » (Ματθαῖος μὲν οὖν ἑβραΐδι διαλέκτῳ τὰ λόγια συνετάξατο, ἡρμήνευσεν δ'αὐτὰ ὡς ἧν δυνατὸς ἕκαστος),.
La recherche actuelle estime que dès le départ le texte a été rédigé en grec, même si certaines parties ont été reprises de textes hébreux ou araméens.
Les spécialistes récusent les déclarations de Papias, d'Origène, de Clément d'Alexandrie, de Jérôme ou d'Épiphane, selon lesquels « les Nazaréens ne connaissaient qu'un Matthieu en hébreu » : en effet, le texte actuel de l'évangile ne donne pas à penser qu'il s'agit d'une traduction. Kurt Aland, Barbara Aland, tout comme Bart D. Ehrman, rappellent que le consensus des historiens élimine l'hypothèse d'une rédaction en hébreu ou en araméen,,. L'hypothèse d'un évangile rédigé initialement en hébreu ou en araméen apparaît d'autant plus hasardeuse qu'il n'existe aucune trace d'une version « sémitique ».
Quelques universitaires continuent pourtant à défendre la possibilité d'un document originel en araméen ou en hébreu. En 2003, Marie-Émile Boismard a réalisé une étude du codex MS 2650 conservé dans la collection Schøyen. Il réfute la théorie des deux sources. Cette position est aujourd'hui abandonnée. Dans le monde académique anglo-saxon, George Howard s'est intéressé à un évangile de Matthieu en hébreu datant du la fin du XIVe siècle.

### Datation et contexte

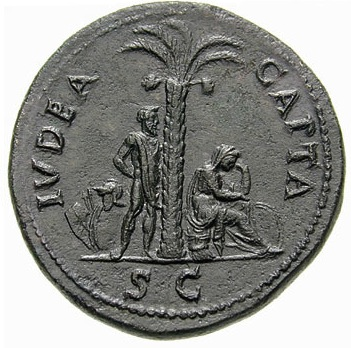
Vespasien a utilisé la conquête de Jérusalem pour légitimer son empire. Ce sesterce de l'année 71 illustre le thème de la Judæa capta : à côté d'un palmier dattier symbolisant la Judée, un combattant juif a déposé les armes et une femme juive est en deuil.

Plusieurs critères sont pris en compte, en particulier la manière dont le rédacteur relate la prophétie de Jésus concernant la destruction du Temple (Mt 24), qui a lieu en 70. Pour la majorité des spécialistes, la date de composition de cet évangile se situe après 70 et avant 80-85 (ou même 100 selon Raymond Edward Brown). Une « fourchette » chronologique précise, tout aussi admise par les chercheurs, propose les dates butoirs de 68 à 95 pour l'ensemble des quatre évangiles canoniques, le premier étant celui de Marc.
Une datation précoce de l'évangile selon Matthieu est d'autant moins probable que la rédaction semble s'être appuyée sur Marc, et donc lui être postérieure. D'autre part, l'incendie de la ville (Matthieu 22:7) montre que le rédacteur savait de quelle manière les soldats de Titus avaient détruit Jérusalem. Enfin, la manière dont est présenté le judaïsme correspond au moment où le christianisme a cessé d'être une voie spécifique au sein du judaïsme, bref vers les années 80 avec la réunion du synode juif de Jamnia, lorsque le judaïsme rabbinique a rompu définitivement avec le christianisme naissant.
Le contexte de rédaction de l’évangile de Matthieu apparaît comme celui de communautés chrétiennes proches du judaïsme du Ier siècle. En attestent les nombreuses références aux prophéties de la Bible hébraïque, la généalogie de Jésus, et la façon dont est traité le problème de la Loi. La position de Jésus à l’égard de la Torah, dans les années 80 lorsque Matthieu écrit, est le lieu du conflit majeur qui divise ces communautés du christianisme primitif, particulièrement à Antioche : de Marc, Matthieu reçoit l’image d’un Jésus critique à l’égard de la Loi et qui en abroge les aspects rituels. En revanche, la source Q des paroles renvoie l’image d’un Jésus fidèle à la Torah et la radicalisant.
De nombreuses hypothèses ont été avancées sur le lieu de rédaction de cet évangile et, pendant longtemps, la théorie d'une origine palestinienne a été retenue. C'est désormais l'hypothèse d'une rédaction à Antioche qui a les faveurs de l'exégèse contemporaine, au point qu'il est parfois surnommé l'« Évangile d'Antioche ».

### La théorie des deux sources

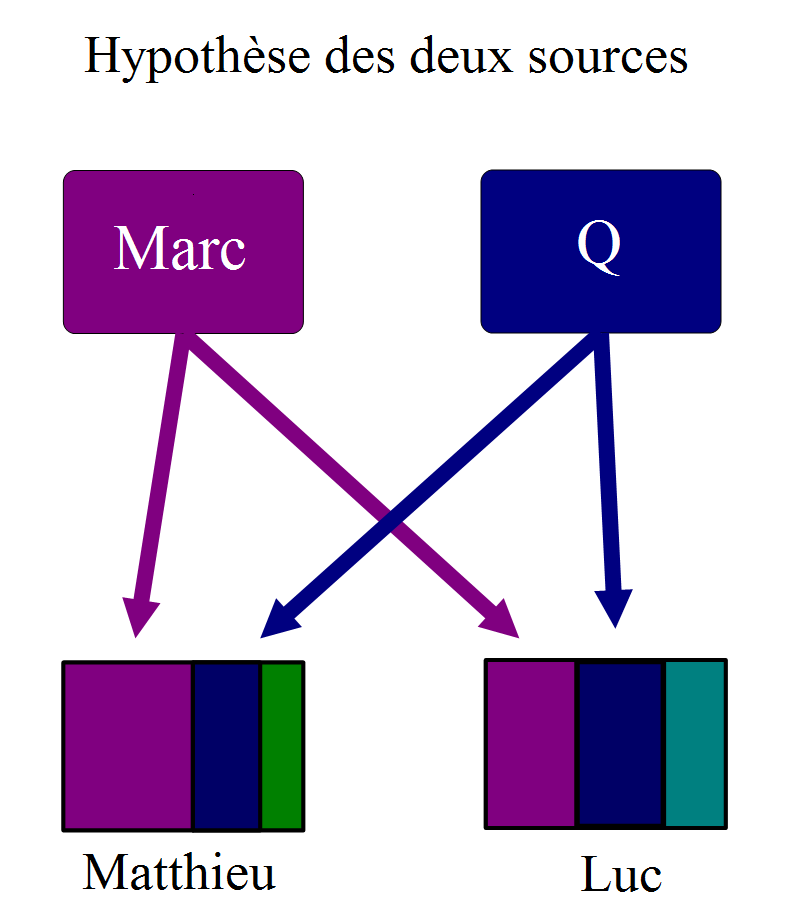
Schéma de la théorie des deux sources.

Longtemps considéré comme le plus ancien des évangiles, dont Marc se serait inspiré en le « résumant » (selon Augustin d'Hippone), l’Évangile selon Matthieu est désormais présenté comme le deuxième évangile, dans l'ordre chronologique, en fonction de la théorie des deux sources. D'après cette théorie et ses dérivés, Marc lui est antérieur de quelques années et a été l'une de ses sources, en complément de ce que les spécialistes appellent la source Q et qui « daterait des années 50 ».
Sur les 1 068 versets de Matthieu, on en retrouve 600 chez Marc, 325 communs à Luc mais absents de Marc, et enfin 233 qui lui sont propres, tandis que sur les 1 149 versets de Luc, on en retrouve 350 de Marc, 560 qui lui sont propres, les 235 restants étant bien entendu communs à Matthieu et absents de Marc.
On définit la source Q comme étant les 325 versets que Matthieu et Luc ont en commun, en dehors de Marc. La source Q peut être reconstituée. Il n'est pas certain que l'auteur de Matthieu et celui de Luc l'aient rapportée in extenso. Les sentences qu'on y trouve ne sont pas données dans le même ordre par Matthieu et par Luc. Les citations de ce document insérées dans ces deux évangiles ne sont pas, le plus souvent, faites mot à mot, mais sous forme périphrastique.
Pour la reconstitution de ce document, le plus vraisemblable revient à admettre que Luc a mieux respecté que Matthieu l'ordre et la teneur de la source Q, et qu'il l'a introduite telle quelle dans son évangile, dans deux plages principales : Lc 6,20 --- 8,3 et Lc 9,51 --- 18,14 auxquelles on peut ajouter Lc 22,30.
Il semble que Mt 3,7-10.12 ; 4,2-11a = Lc 3,7-9.17 ; 4,2b-13 soit aussi un document à part, qu'on peut, faute de preuve du contraire, assimiler à la source Q.

### Utilisation de Marc

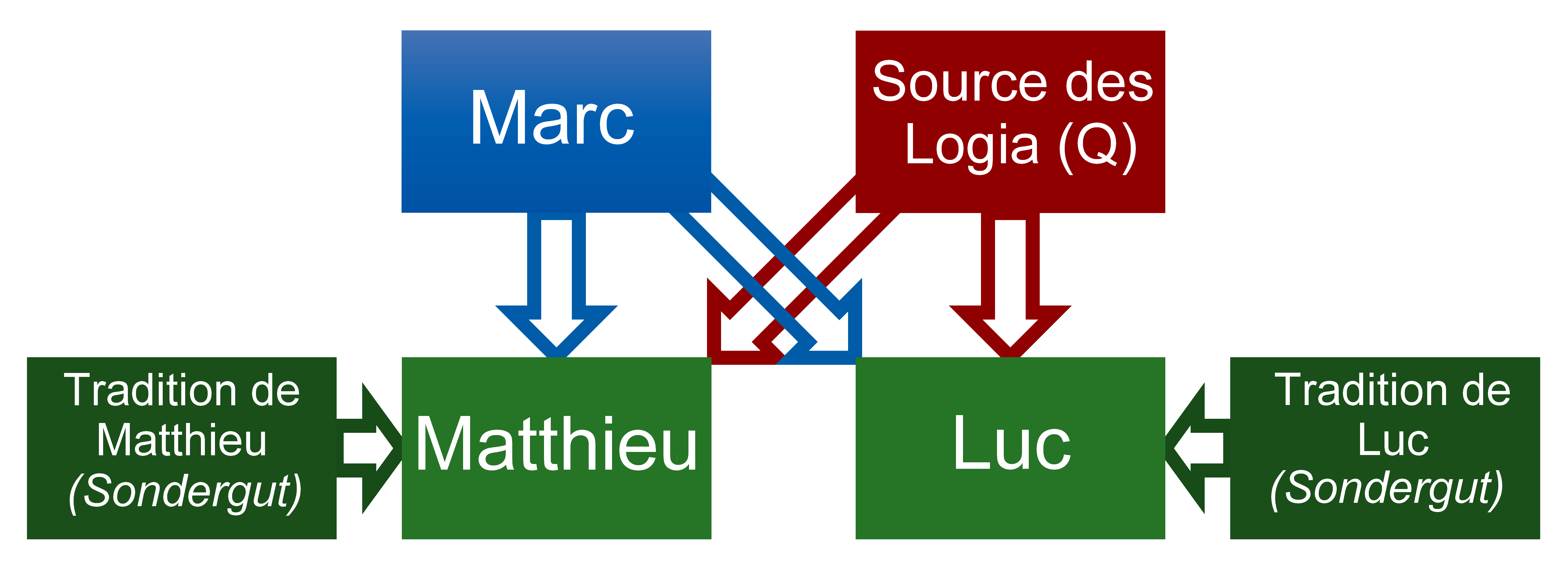
Les deux sources de Matthieu et de Luc : l'Évangile selon Marc et la Source Q, auxquels s'ajoutent leurs contenus spécifiques (Sondergut).

#### L'ordre des péricopes
Matthieu a réutilisé la quasi-totalité de l'Évangile selon Marc. Il en a même fait la charpente de son propre ouvrage, comme Luc. À la différence de ce dernier, il a toutefois bien moins respecté la séquence de Marc, notamment au début, montrant par là qu'il n'avait pas, au premier chef, de préoccupations chronologiques ou biographiques.
On peut dénombrer au moins 22 péricopes de Marc que Matthieu a déplacées, dont 10 importantes :
- Mt 8,14-17 = Mc 1,29-34
- Mt 8,2-4 = Mc 1,40-45
- Mt 9,2-17 = Mc 2,1-22
- Mt 12,1-21 = Mc 2,23 — 3,12
- Mt 12,22-37 = Mc 3,22-30
- Mt 12,46 — 13,15 = Mc 3,31 — 4,12
- Mt 13,18-23 = Mc 4,13-20
- Mt 13,31-32 = Mc 4,30-32
- Mt 13,34-35 = Mc 4,33-34
- Mt 10,1.9-14 = Mc 6,6 b-13

Il leur fait subir des sauts considérables en plaçant par exemple la guérison de la belle-mère de Simon-Pierre après l'enseignement sur la montagne ou le choix des Douze, alors que Marc et Luc la placent avant ; ou en plaçant la guérison d'un paralytique et l'appel de Matthieu-Lévi après la tempête apaisée, alors que Marc et Luc la mentionnent avant.
Mais, à l'intérieur de ces péricopes déplacées, Matthieu conserve (malgré certains ajouts ou certaines suppressions) l'ordre originel de Marc que l'on retrouve en principe dans Luc. Les compléments ou les omissions de Marc, par Matthieu ou Luc, sont faits de façon indépendante.

#### Urmarkus
Si la solution la plus répandue au problème synoptique est de considérer que Évangile de Marc a été utilisé comme source majeure par Matthieu et Luc, celle-ci n'est pas sans problèmes. Pour pallier ceux-ci, certains exégètes allemands du Nouveau testament, particulièrement Heinrich Julius Holtzmann, ont imaginé, dans la deuxième moitié du XIXe siècle, l'existence d'une état antérieur de Marc, l'Urmarkus, un « Marc primitif » supposé être une sorte de première édition, une ébauche ancienne et perdue de cet évangile. Cette version, connue des auteurs de Matthieu et Luc expliquerait alors certaines des différences par rapport à Marc que les deux autres synoptiques ont en commun. Si la théorie a connu un certain succès, critiquée par dès la fin du XIXe siècle, elle n'est plus aujourd'hui que faiblement reflétée à travers l'hypothèse selon laquelle les premières versions de Marc pourraient avoir varié.

### Convergences entre Matthieu et Luc

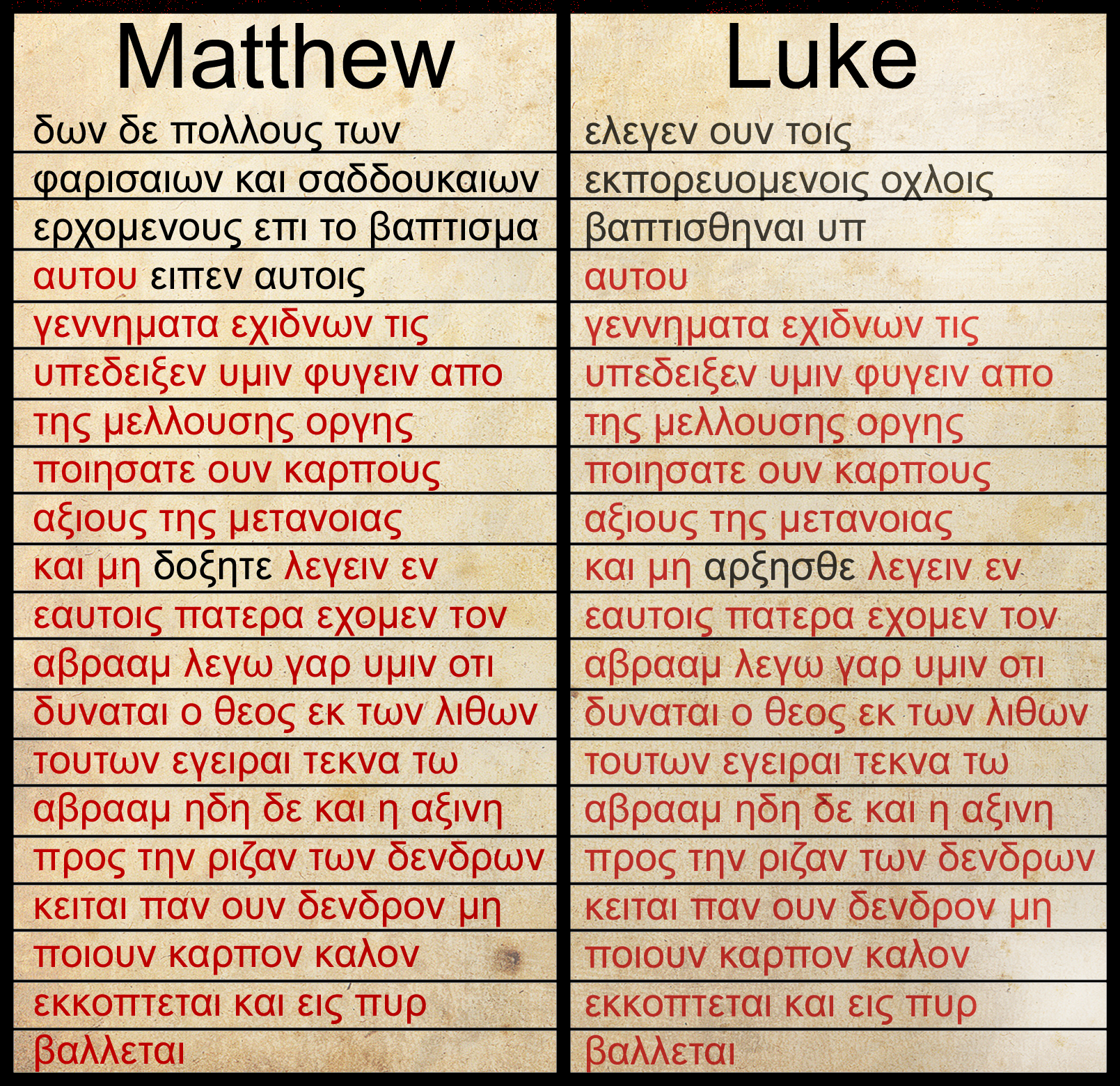
Analogies entre et : les mots grecs identiques sont en rouge.

Les exégètes ont souvent relevé la convergence des affirmations biographiques ou théologiques, implicites, qui sont contenues dans ces deux récits. Ainsi selon Joseph Fitzmyer :
1. La naissance de Jésus est rapportée au règne d'Hérode.
2. Marie, qui devient sa mère, est une vierge engagée envers Joseph, mais ils n'ont pas encore cohabité.
3. Joseph est de la maison de David.
4. Un ange venu du ciel annonce l'événement de la naissance de Jésus.
5. Jésus est lui-même reconnu comme fils de David.
6. Sa conception intervient grâce à l'action du Saint-Esprit.
7. Joseph est exclu de la conception.
8. Le nom de « Jésus » est prescrit par le ciel, avant la naissance.
9. L'ange identifie Jésus comme « Sauveur ».
10. Jésus est né après que Marie et Joseph ont commencé de vivre ensemble.
11. Jésus est né à Bethléem.
12. Jésus s'installe, avec Marie et Joseph, à Nazareth, en Galilée.

### Comparaison avec les deux autres synoptiques
Matthieu et Luc, qui ont travaillé indépendamment l'un de l'autre, ont repris et suivi le texte de Marc.
Le rédacteur de Mt, avec ces éléments et ces contraintes, a fait œuvre originale et différente de Lc et de Mc. Il n'abolit pas la Loi et la maintient même parfois là où Mc aurait tendance à l'abolir (cf. Mt 15,1-20 contra Mc 7,1-30), ce qui tend à montrer son enracinement dans le judaïsme. Toutefois, la mission envers les païens n'est pas absente, comme au chapitre 28, où elle est finalement pleinement ouverte après la crucifixion. Avant cela, Jésus interdit aux disciples de s'occuper des païens et s'en occupe aussi peu que possible (Mt 10, 5-6 et Mt 15,24).

## Composition

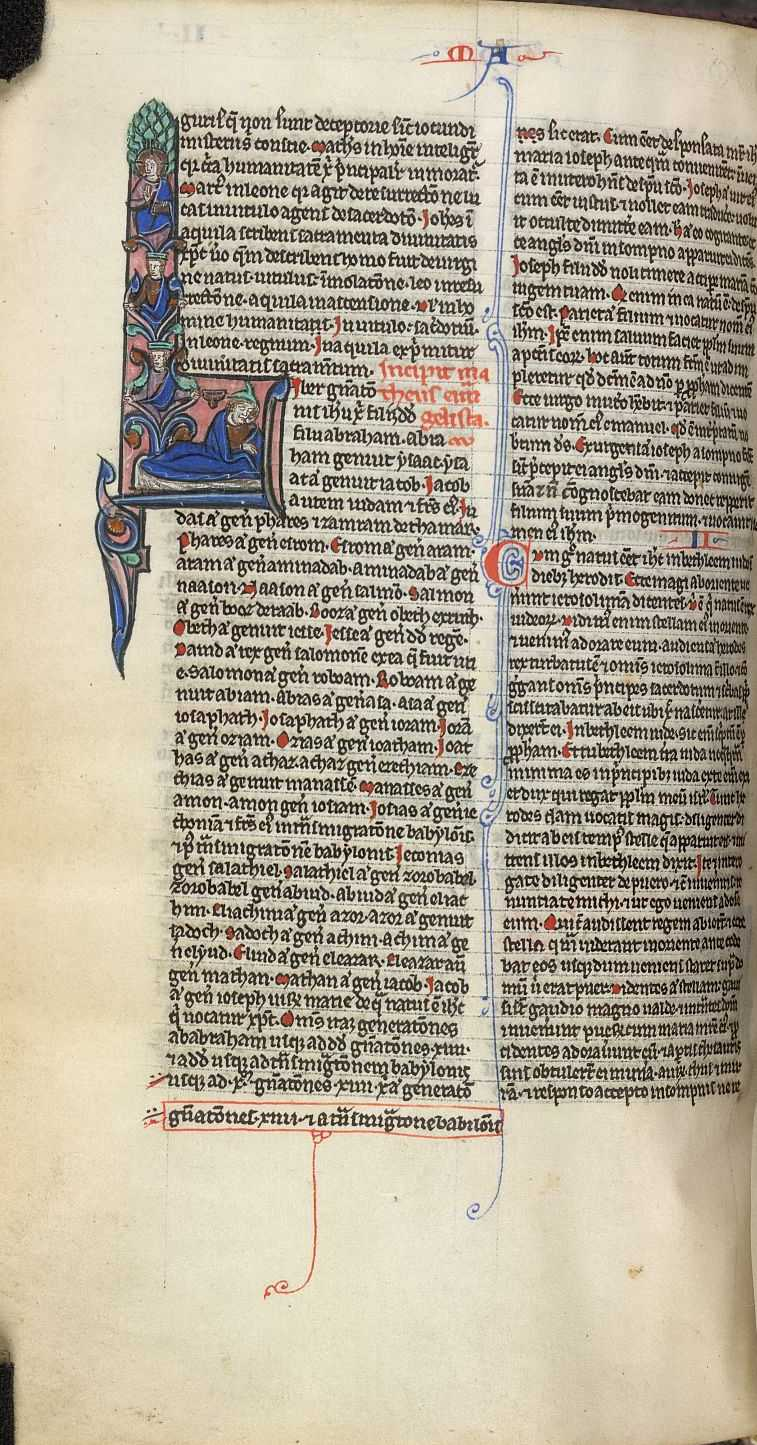
La généalogie de Jésus chez Matthieu (Bible de Fécamp, XIIIe siècle).

Matthieu structure son évangile autour de cinq grands discours à travers lesquels Jésus s’affirme à la fois comme « maître de la Torah » et comme « l’interprète eschatologique de la volonté de Dieu ».
L'ensemble de l’évangile est encadré par les récits de l'enfance du Messie et par le récit de la Passion, de la Résurrection et de l'envoi en mission. On peut voir aussi dans l'évangile une gradation en deux parties : la naissance et le ministère en Galilée (1 à 18) et le ministère en Judée qui se termine par la mort et la résurrection (19 à 28), schéma commun aux trois synoptiques.
Mis à part le premier discours (le discours évangélique ou sermon sur la montagne), quatre de ces discours existent déjà dans Marc, mais Matthieu les a considérablement amplifiés, en puisant dans la source Q ou dans ses sources personnelles.

## Signification et intention

### Les lecteurs de Matthieu

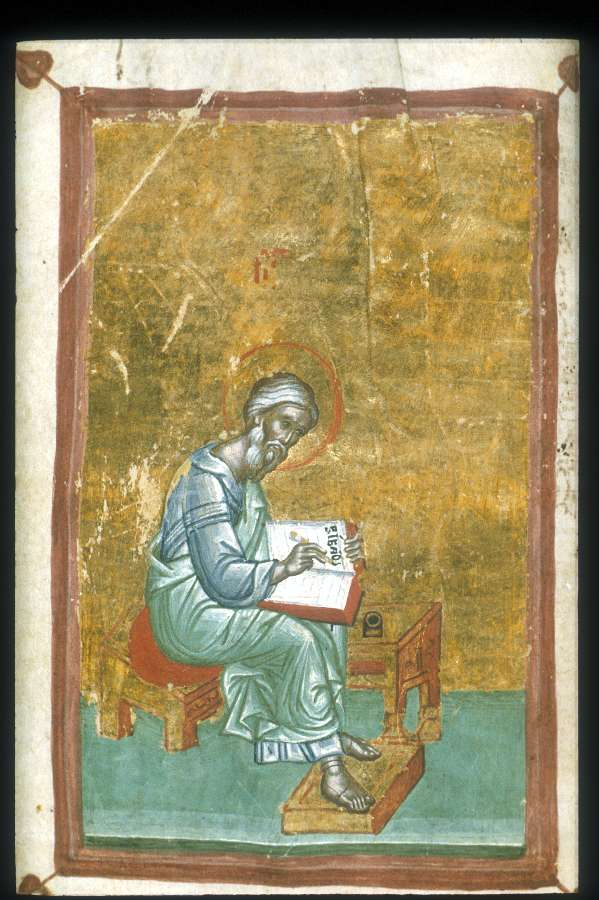
Matthieu l'évangéliste, Codex Baroccianus 31, minuscule 45 (Gregory-Aland), XIIIe siècle.

Le rédacteur, écrivant pour une communauté de chrétiens venue du judaïsme, s'attache avant tout à montrer dans la personne et dans l'œuvre de Jésus l'accomplissement des Écritures. Il confirme par des textes scripturaires : sa race davidique (1, 1-17), sa naissance d'une vierge (1,23), en accomplissement de l'oracle de Es 7,14 , sa naissance à Bethléem (2,6) en relation avec l'oracle de Mi 5,2, son séjour en Égypte (2, 15), rattaché en Os 11,1, le massacre des enfants dans Bethléem et les pleurs de leurs mères (2,16-18) selon l'oracle de Jr 31,15, son établissement à Capharnaüm (4, 14-16), son entrée messianique à Jérusalem (21, 5.16). Il le fait pour son œuvre de guérisons miraculeuses (11, 4-5) et pour son enseignement (5, 17). Tout aussi bien il souligne que l'échec apparent de la mission de Jésus était annoncé par les Écritures, et que les humiliations du Fils de l'Homme accomplissent la prophétie du Serviteur souffrant d'Isaïe (12, 17-21).
L'évangile matthéen se présente donc moins comme une simple biographie de Jésus que comme une thèse construite et documentée adressée aux juifs hellénistes, les croyants pour les conforter dans leur foi, les incrédules ou les opposants pour les réfuter. Matthieu se situe au carrefour de deux courants traditionnels divergents, sinon contradictoires, comme on peut le voir dans le Sermon sur la montagne : une tension est perceptible entre un discours fidèle à l’héritage d’Israël et une ouverture à l’universel, à l’accueil de pagano-chrétiens, avec la conviction que la Loi doit être réinterprétée.
Jésus, selon Matthieu, enseignait souvent dans les synagogues (4, 23; 9, 35; 12, 9; 13, 54.) dont certaines regroupaient spécifiquement des pharisiens. Or Matthieu montre que Jésus partageait avec les pharisiens des points de doctrine qui ne faisaient pas l'unanimité en Israël, comme la foi en la résurrection des corps, celle en l'avènement du Royaume de Dieu lors de la plénitude des temps, ou encore celle dans la réalité des anges. Dans ces conditions, les controverses chez Matthieu se présenteraient plus comme un contentieux au sein de la synagogue pharisienne que comme un combat entre adversaires éloignés. En fait, Jésus reproche essentiellement aux pharisiens leur refus de reconnaître en sa personne l'accomplissement des promesses divines.
L'évangile matthéen contient notamment la prière du Notre Père et les injonctions contre la loi du talion « Ne résistez pas à celui qui vous veut du mal » et « si quelqu'un te gifle sur la joue droite, tends-lui aussi l'autre », ainsi que la version de Jésus de la Règle d'or formulée quelques décennies plus tôt par Hillel.
Pour le rabbin Jacob Neusner, Jésus se conduit dans le Sermon sur la montagne en parfait observateur de la tradition pharisienne et accomplit dans ses préceptes toute la Loi, n'y retranchant rien, n'y ajoutant rien de nouveau, excepté sa propre personne, qui en occupe le centre. Or cette nouveauté était inacceptable pour les pharisiens convaincus que, la Loi mosaïque étant parfaite, elle se suffit à elle-même. Ce serait là la raison pour laquelle Jésus et la majorité des pharisiens seraient devenus adversaires.

### Passion, Résurrection, envoi en mission

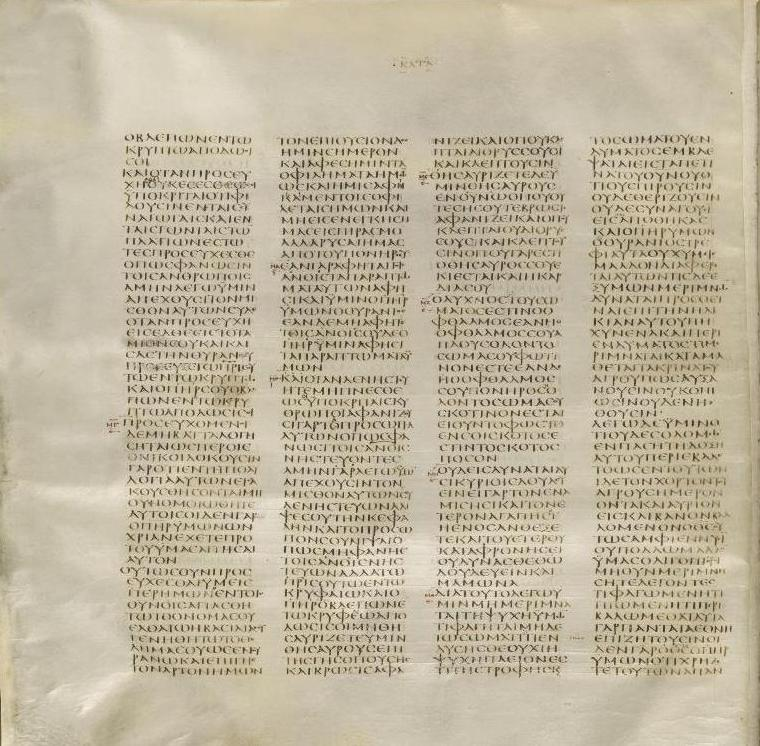
Matthieu 6:4-32 dans le Codex Sinaiticus.

Dans le récit de la Passion et de la Résurrection, comme de l'envoi en mission, le rédacteur, tout comme Luc, suit le schéma de Marc jusqu'à la finale courte (Mc 16,8). Il reprend en particulier la chronologie marcienne qui situe l'onction à Béthanie deux jours avant la Pâque (Mt 26,2), la Cène le soir même de la Pâque (26,17), et qui fait rester Jésus au moins six heures en croix, le vendredi, après avoir été crucifié à 9 heures du matin (Mt 27,45).
Il ajoute quelques épisodes :
- Le récit de la mort de Judas (Mt 27,3-10) dont on trouve une autre version, légèrement différente, dans les Actes des Apôtres (Ac 1,18-19).
- L'anecdote de la femme de Pilate qui intervient en faveur de Jésus (Mt 27,19).
- Le lavement ostentatoire des mains par Pilate, se désolidarisant des assassins de Jésus (Mt 27,24).
- Les manifestations telluriques après la mort de Jésus et la résurrection de nombreux trépassés (Mt 27,51b-53).
- La garde du tombeau après la Passion], réclamée par les chefs juifs (Mt 27,62-66).
- Le nouveau tremblement de terre et l'ange qui vient rouler la pierre du sépulcre, au moment de la Résurrection (Mt 28,2-4).
- Enfin la supercherie des chefs juifs pour nier la résurrection de Jésus (Mt 28,11-15)[35].

Après la Résurrection, le rédacteur, à la différence des derniers versets de Marc 16 (Mc 16:9-20) et de Luc, après une première apparition du Christ aux femmes (Mt 28,9-10), rapporte ses apparitions aux apôtres ainsi que l'envoi en mission, en Galilée (Mt 28,16-20) où l'ange (Mt 28,7) et Jésus lui-même (Mt 28,10) ont donné rendez-vous aux disciples.
Tout en suivant de près la séquence de Marc, Matthieu l'a enrichie de nouveaux épisodes, abrégeant cependant la narration en certains endroits. Il semble avoir bénéficié d'une tradition différente de celle de Luc, puisqu'il ne signale pas la comparution de Jésus devant Hérode (Lc 23,8-12).

### Malédiction du sang
Daniel Marguerat pose la question de l'antijudaïsme de cet évangile, et propose de supprimer ce passage : « que son sang soit sur nous et nos enfants » pour le mettre en bas de page. Benoît XVI a fait observer que ce passage ne peut être lu correctement que dans le cadre général complet de la foi, où il apparaît que le sang de Jésus n'exige ni vengeance ni punition mais est répandu pour tous.

## Dans la culture
- En 1964, sortait sur les écrans un film écrit et réalisé par l'italien Pier Paolo Pasolini, L'Évangile selon saint Matthieu (titre original : Il vangelo secondo Matteo).
- Le film Mary (2024) relate plusieurs évènements de l'Évangile.

### Ouvrages
- (en) Dale C. Allison, Studies in Matthew, Baker Academic, 2005, 282 p. (lire en ligne)
- Marie-Françoise Baslez, Bible et Histoire, coll. « Folio histoire », 2005  (ISBN 2-07-042418-9)
- Pierre Bonnard, L'Évangile selon saint Matthieu, Labor et Fides, 2002
- Raymond Edward Brown, Que sait-on du Nouveau Testament ?, Bayard, 2011 (1re éd. 1997),  (ISBN 978-2-227-48252-4)
- Camille Focant, « Eschatologie et questionnement éthique dans l'évangile de Matthieu », Revue théologique de Louvain, vol. 39ᵉ année, no 4,‎ 2008, p. 520-546. (lire en ligne)
- R.T. France, Matthew, Grand Rapids, Michigan, W.B. Eerdmans, 2007.
- Pierre Geoltrain (dir.), Aux origines du christianisme, coll. « Folio histoire », 2000, réimpr. 2015  (ISBN 978-2-07-041114-6)
- Jean-Claude Ingelaere, « Universalisme et particularisme dans l'Évangile de Matthieu : Matthieu et le Judaïsme », Revue d'histoire et de philosophie religieuses, t. 75e année, no 1,‎ janvier-février-mars 1995, p. 45-59 (lire en ligne)
- Guy Lafon, Pour lire l'Évangile de Matthieu, Villeurbanne, Éditions Golias, 1998  (ISBN 2-911453-55-7)
- Daniel Marguerat (dir.), Introduction au Nouveau Testament : Son histoire, son écriture, sa théologie, Labor et Fides, 2008  (ISBN 978-2-8309-1289-0)
- Daniel Marguerat, Jésus et Matthieu : À la recherche du Jésus de l'histoire, Labor et Fides/Bayard, 2016  (ISBN 978-2-8309-1589-1)
- (en) John Nolland, The Gospel of Matthew. 2005. 1579 p.  (ISBN 978-0-8028-2389-2)
- Thomas P. Osborne, « Les femmes de la généalogie de Jésus dans l'évangile de Matthieu et l'application de la Torah », Revue théologique de Louvain, t. 41ᵉ année, no 2,‎ 2010, p. 243-258 (lire en ligne)
- (en) David C. Sim, The Gospel of Matthew and Christian Judaism. The History and Social Setting of the Matthean Community, Édimbourg, Clark, 1998.
- Jean Louis Ska, s.j., De l'ancien et du nouveau. Pages choisies de l'évangile de Matthieu, coll. écritures, no 14, Bruxelles, Lumen Vitae, 2008, 152 p.  (ISBN 978-2-87324-323-4).

### Articles
- Frédéric Amsler, « Sur les traces de la Source des paroles de Jésus (Document Q) : Une entrée dans le judéo-christianisme des trois premiers siècles », Évangile et Liberté, 2004
- Francesco Graziano, « La composition de l’évangile de Matthieu. Où en sommes-nous ? », trad. Roland Meynet, La Rhétorique sémitique, 8-2017
- Dan Jaffé, « Les Sages du Talmud et l’Évangile selon Matthieu : Dans quelle mesure l’Évangile selon Matthieu était-il connu des Tannaïm ? », Revue de l'histoire des religions, lire en ligne
- Daniel Marguerat, « Le Nouveau Testament est-il anti-juif ? L'exemple de Matthieu et du livre des Actes », Revue théologique de Louvain, 1995, persee.fr
- Jean-Marie Van Cangh, « La Bible de Matthieu : Les citations d'accomplissement », Revue théologique de Louvain, 1975
- « Les citations d'accomplissement dans l'évangile de Matthieu : Quand Dieu se rend présent en toute humanité », Nouvelle Revue théologique, 2002